# Marina Belozerskaya
Marina Belozerskaya (* 1966 in Moskau) ist eine US-amerikanische Kunsthistorikerin und Sachbuchautorin.
Belozerskaya studierte Kunstgeschichte an den Universitäten in Berkeley (B.A. 1987) und Chicago (M.A. 1992, Ph.D. 1997). Danach unterrichtete sie in Harvard, Tufts und Boston University. Sie lebt als Autorin in Los Angeles.

## Veröffentlichungen  (Auswahl)
- Rethinking the Renaissance. Burgundian arts across Europe.   Cambridge, Cambridge University Press 2002. ISBN  0-521-80850-2
- Luxury Arts of the Renaissance.  London, Thames & Hudson 2005.  ISBN 0-500-23824-3; ISBN    978-0-500-23824-0
- The Medici Giraffe and Other Tales of Exotic Animals and Power. New York, Little, Brown and Company 2006. ISBN 978-0-316-52565-7; ISBN 0-316-52565-0
- To wake the dead. A Renaissance merchant and the birth of archaeology.  New York, W. W. Norton 2009 ISBN  978-0-393-06554-1; ISBN  0-393-06554-5
- Medusa's Gaze. The Extraordinary Journey of the Tazza Farnese. Oxford, Oxford University Press 2012. ISBN 978-0-19-973931-8